# المحرق (الصومعة)

تعديل مصدري - تعديل

المحرق هي إحدى قرى عزلة ال سعيد بمديرية الصومعة التابعة لمحافظة البيضاء، بلغ تعداد سكانها 118 نسمة حسب تعداد اليمن لعام 2004.